# فاسيلي بيلوس
فاسيلي بيلوس (بالرومانية: Vasili Belous)‏ (مواليد 27 أغسطس 1988) هو ملاكم مولدافي، مثّل بلاده في الألعاب الأولمبية الصيفية 2012.

## روابط خارجية
- فاسيلي بيلوس على موقع اللجنة الأولمبية الدولية (الإنجليزية)
- فاسيلي بيلوس على موقع أوليمبيديا (الإنجليزية)